# Su-27
Su-27 (kod NATO – Flanker) – współczesny radziecki/rosyjski jednomiejscowy samolot myśliwski przechwytujący, przeznaczony także do wywalczania przewagi w powietrzu.

## Historia
W związku ze zmianą koncepcji użycia lotnictwa myśliwskiego pod koniec lat sześćdziesiątych XX wieku w ZSRR rozpoczęto pracę nad przechwytującymi samolotami myśliwskimi, które miały stanowić przeciwwagę dla amerykańskich samolotów myśliwskich McDonnell Douglas F-15 Eagle.
W 1969 roku w Związku Radzieckim ogłoszono konkurs na samolot myśliwski zdolny do walki z samolotem amerykańskim o parametrach, na których podstawie opracowano Eagle’a. Parametry i wymagania tego samolotu zostały zawarte w programie PFI (Perspektiwnyj Frontowoj Istrebitiel – przyszłościowy myśliwiec frontowy).
Gdy podano parametry, które miał spełniać samolot, z prac nad projektem wycofał się Pawieł Suchoj. Uznał, że tych wytycznych nie da się spełnić w ZSRR. Jednak konstruktorzy z jego biura Oleg Samojtowicz oraz Walerij Nikołajenko i Władimir Antonow opracowali samolot i przedstawili do konkursu. Do konkursu na ten samolot przystąpiły trzy zespoły konstruktorów: Aleksandra Jakowlewa przedstawił projekt samolotu Jak-45; Artioma Mikojana – MiG-29 i Pawła Suchoja – T-10 (później nazwany Su-27). Pierwszy z tych projektów odrzucono od razu, a do dalszych prac skierowano samolot MiG-29, który miał stanowić lekką wersję myśliwca przechwytującego oraz Su-27 – ciężką wersję myśliwca.
Po ustaleniach dokonanych w konkursie pracom konstrukcyjnym w biurze Suchoja nadano znacznego przyspieszenia, tak że pierwszy prototyp samolotu, który nazwano T-10 był gotowy pod koniec maja 1977 roku, a oblotu dokonano 20 czerwca 1977 roku na lotnisku Instytutu Prób w Locie w mieście Żukowski (Ramienskoje).
Prototyp samolotu wykazał sporo braków, m.in.: brak dostatecznej wytrzymałości konstrukcji, występowanie nadmiernych oporów aerodynamicznych i drgań skrzydeł, oraz zbyt duża masa własna.
Po gruntownym przekonstruowaniu prototypu i pozytywnych wynikach prób w 1980 roku, rozpoczęła się produkcja w Zakładzie im. Jurija Gagarina w Komsomolsku nad Amurem serii informacyjnej  5 sztuk na podstawie prototypu T-10. Samolot wtedy otrzymał oznaczenie Su-27. Produkcja tej serii trwała do 1982 roku, lecz wraz z nią prowadzono dalsze prace nad kolejnym prototypem, oznaczonym jako T-10S.
Następnie 1982 roku ruszyła produkcja seryjna Su-27 (kod NATO – Flanker-B) na podstawie prototypu T-10S. Pierwsze samoloty seryjne służyły nadal do prowadzenia prób. Dalej również rozwijano ten samolot i budowano kolejne wersje samolotów. Samoloty produkowano w dwóch niemal nieróżniących się od siebie modyfikacjach: Su-27S przeznaczonych dla Sił Powietrznych i Su-27P – dla lotnictwa Obrony Powietrznej.
Pierwszą wersją po wersji produkcyjnej był dwumiejscowy samolot szkolno-bojowy Su-27UB (kod NATO – Flanker-C), który był przeznaczony do szkolenia i treningu przy zachowaniu pełnych możliwości bojowych. Samolot ten został oblatany 7 maja 1985 roku. Maszyna ta pomimo swojego przeznaczenia posiada pełne uzbrojenie i może być użyta w charakterze samolotu bojowego. W wersji tej, nie zmieniając rozmiarów samolotu, z przodu zabudowano dwumiejscową kabinę, a dla zrównoważenia większego przodu kadłuba, podniesiono usterzenie pionowe i samolot Su-27UB jest wyższy o 42 cm, powiększono też hamulec aerodynamiczny na grzbiecie samolotu. Zmiany te powodują, że samolot dwumiejscowy jest o około 1500 kg cięższy oraz ma niższe parametry od jednomiejscowego Su-27.
W maju 1989 roku po raz pierwszy pokazano samolot Su-27 i jego wersję Su-27UB na salonie lotniczym w Paryżu. Później był on wystawiany wielokrotnie, m.in.: w Singapurze, Farnborough (Wielkiej Brytanii), Abbotsford (Kanada), Oklahoma City (USA), Dubaju (Zjednoczone Emiraty Arabskie). W Polsce samolot pokazano w sierpniu 1991 roku w Poznaniu.
W połowie 1991 r. pierwsze Su-27 sprzedano za granicę: 8 sztuk Su-27SK otrzymały Chiny, a w 1992 roku dalsze 16 sztuk. Trwały także rozmowy na temat sprzedaży samolotów Su-27 do innych krajów, lecz ostatecznie nie doszło do ich sprzedaży. Oprócz Chin w latach 2003–2010 sprzedano jedynie 5 sztuk do Indonezji, pozostałe transakcje do Etiopii (17 sztuk) i Erytrei (2) i Angoli (2) obejmowały samoloty używane. Większym powodzeniem cieszyły się dopiero wielozadaniowe Su-30.
Po rozpoczęciu produkcji seryjnej i wprowadzeniu go do uzbrojenia trwały nadal prace nad kolejnymi wariantami samolotu Su-27, które jednak ze względu na duże różnice w stosunku do poprzednika otrzymały już nowe oznaczenia: Su-30, Su-33, Su-34, Su-35 i Su-37.

## Podstawowe wersje samolotu Su-27
- T-10 – pierwsza seria prototypowa
- T-10S – docelowa seria prototypowa
- P-42 – odciążony egzemplarz na potrzeby ustanowienia rekordów.
- Su-27 – seryjna wersja samolotu, oznaczana także jako Su-27S
- Su-27P – docelowa seryjna wersja samolotu używana przez lotnictwo obrony powietrznej.
- Su-27SK – seryjna wersja eksportowa samolotu Su-27S, dla Chin (36 sztuk, na licencji zmontowano ok. 95–105 sztuk z dostarczonych zestawów jako Shenyang J-11), Wietnamu (7 sztuk) i Indonezji (2 sztuki)
- Su-27UB – seryjna wersja dwumiejscowa
- Su-27UBK – seryjna wersja eksportowa samolotu Su-27UB dla Chin (40 sztuk) i Wietnamu (7 sztuk, dwa utracono przed dostarczeniem).
- Su-27M (Su-35) – prototypowa wersja rozwojowa Su-27, samolot wielozadaniowy o marketingowej nazwie Su-35 z radarem ze skanowaniem fazowym, nową elektroniką i uzbrojeniem. Jeden z prototypów nosił nazwę Su-37 i był napędzany silnikami ze sterowanym wektorem ciągu oraz posiadał przednie canardy.
- Su-27SM – modernizacja samolotów Su-27S/P, nowa awionika i uzbrojenie powietrze-ziemia
- Su-27SM3 – ostatnia pomostowa wersja wielozadaniowa produkcyjna z kadłubem Su-27 i awioniką z Su-35BM dla lotnictwa FR (12 nowych i 10 zmodyfikowanych)[1]
- Su-27SKM – seryjna wersja eksportowa samolotu Su-27SM dla Indonezji (3 sztuki)
- Su-27SM2 (Su-35BM) – prototypowa modernizacja samolotów Su-27 (prototyp znany jako Su-27BM lub Su-35 – nazwa ta użyta została po raz drugi). Prototyp oblatany w lutym 2008 roku ma nowoczesny radar Irbis, zastosowano nowy silnik ze sterowanym wektorem ciągu AL-41F1A, zredukowano odbicie fal elektromagnetycznych, zastosowano w pełni obsługę systemu fly-by-wire, zmniejszono masę samolotu poprzez zastosowanie materiałów kompozytowych, zmodernizowano tradycyjną kabinę pilota na rzecz kokpitu typu „glass cockpit” gdzie zamiast analogowego oprzyrządowania zastosowano aktywne ekrany LCD, zwiększono widoczność kabiny poprzez podwyższenie i przeprojektowanie owiewki kabiny. Z płatowca usunięto przednie skrzydełka oraz zwiększono wloty powietrza, zapewniając nowym silnikom odpowiednie optymalne warunki pracy na małych wysokościach.

- T-10K – trzy prototypy przebudowane do wersji pokładowej
- Su-27K (Su-33) – seryjna pokładowa wersja samolotu Su-27 (24 sztuki)
- Shenyang J-15 – nielicencyjna kopia Su-33 na bazie J-11 i prototypu T-10K (przynajmniej 2 sztuki)
- Su-27KUB – dwumiejscowa wersja Su-27K z układem miejsc jak w Su-34
- Su-27IB (Su-34) – seryjna dwumiejscowa uderzeniowa modyfikacja Su-27 z miejscami obok siebie (1 sztuka oblatana 29 kwietnia 1999)

- Su-27PU (Su-30) – seryjny ciężki dwumiejscowy samolot przechwytujący, zbudowany na bazie płatowca Su-27UB, po przyjęciu na uzbrojenie oznaczony Su-30(oblatany 31 grudnia 1989, wersja seryjna 14 kwietnia 1992, ok. 5 sztuk)
- Su-30M – prototypowa wersja rozwojowa samolotu Su-30
- Su-30M2 – seryjna wersja na bazie Su-30MK2 dla Rosji (20 sztuk)
- Su-30SM – seryjna wersja na bazie Su-30MKI dla Rosji (116 sztuk) i Białorusi (12 sztuk)
- Su-30K – eksportowa wersja samolotu Su-30 dla Indii (18 sztuk)
- Su-30MK – wstępna wielozadaniowa wersja samolotu Su-30M oferowana na eksport
- Su-30MKK – eksportowa wersja samolotu Su-30MK dla Chin (76 sztuk) oraz Indonezji (2)
- Su-30MK2 – eksportowa wersja rozwojowa samolotu Su-30MKK dla Chin (24), Wenezueli (24 MKV), Wietnamu (24 MK2V), Indonezji (15) i Ugandy (6)
- Su-30MKI – eksportowa wersja samolotu Su-30MK dla Indii (272 sztuki)
- Su-30MKM – eksportowa wersja samolotu Su-30MKI dla Malezji (18 sztuk)
- Su-30MKA – eksportowa wersja samolotu Su-30MKI dla Algierii (58 sztuk)

## Służba w lotnictwie

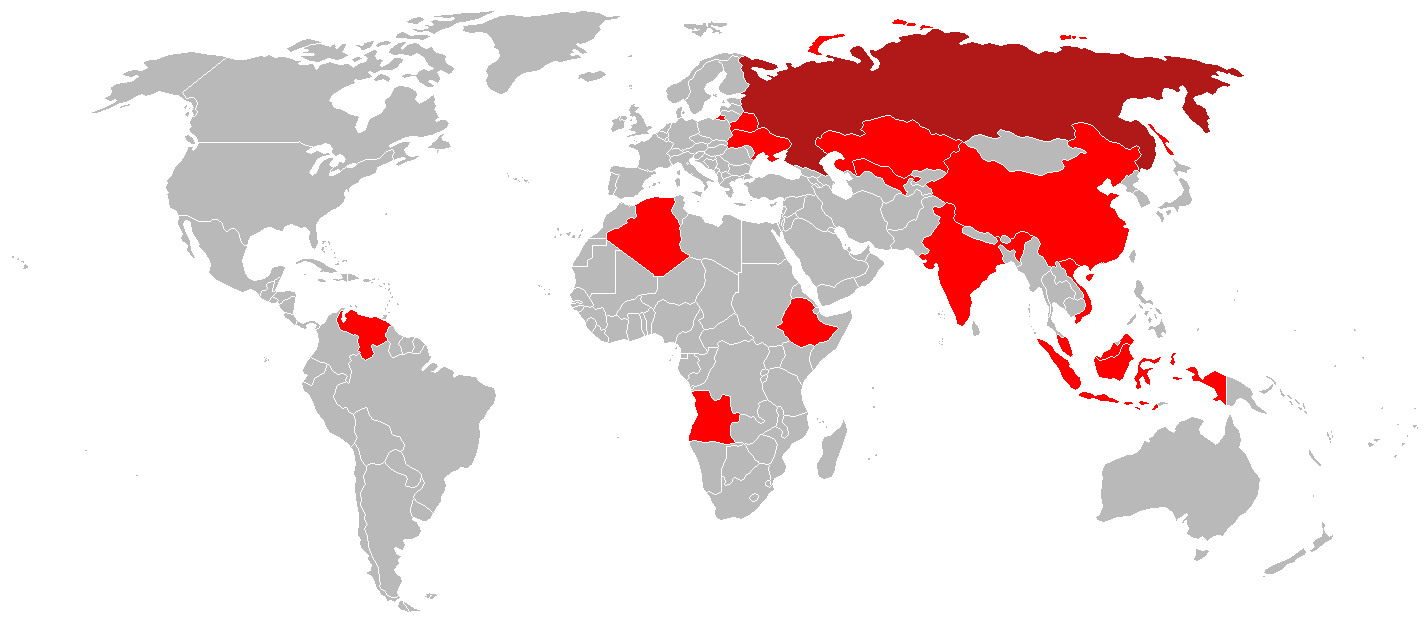
Kraje użytkujące samolot Su-27 i Su-30

Pierwsze seryjne samoloty Su-27 otrzymało Centrum Przygotowania Bojowego Pilotów Sił Powietrznych w Lipiecku, a następnie w grudniu 1984 roku pułk myśliwski stacjonujący w pobliżu Komsomolska nad Amurem.
Oficjalnie samolot Su-27 został przyjęty na uzbrojenie w 1985 roku. Wtedy też zaczęto je wprowadzać do następnych pułków myśliwskich.
W momencie rozpadu ZSRR część tych samolotów została przyjęta przez siły zbrojne państw powstałych w wyniku rozpadu ZSRR. W ten sposób samoloty te znalazły się na wyposażeniu lotnictwa Ukrainy, Białorusi i Kazachstanu.
Ponadto samoloty te znalazły się na wyposażeniu lotnictwa chińskiego, które zakupiło je w Rosji, a także podjęło ich produkcję licencyjną. Maszyny oznaczone w Chinach jako J-11 zakupił Wietnam. Samolotami wersji Su-30MK, zakupionymi w Rosji, dysponuje również lotnictwo Indii.
W latach 1991–1994 Białoruś odsprzedała USA 4 tego typu samoloty.
Po raz pierwszy samoloty Su-27 wzięły udział w działaniach bojowych w trakcie konfliktu gruzińsko–abchaskiego. W dniu 19 marca 1993 roku gruzińska obrona przeciwlotnicza zestrzeliła w pobliżu Suchumi rosyjski samolot Su-27 rakietą przeciwlotniczą. Jest to pierwszy znany przypadek zestrzelenia samolotu tego typu.
Samoloty te brały udział w wojnie Etiopii z Erytreą (1998–2000). Etiopskie Su-27 wykonywały misje patrolowe, a także służyły jako eskorta myśliwska dla samolotów MiG-21 i MiG-23, których używano jako bombowce. W czasie wykonywania tych misji udało im się zestrzelić cztery MiG-i 29 Erytrei, stąd nadano im przydomek „MiG Killers”. Część z etiopskich Su-27 była pilotowana przez ukraińskich i rosyjskich instruktorów. Etiopia posiadała i w dalszym ciągu posiada 6 samolotów tego typu. Po wojnie Erytrea zakupiła kilka Su-27 w Rosji.
Su-27 jest używany w czasie Rosyjskiej Inwazji na Ukrainę. Dnia 7.05.2022 do sieci trafiło nagranie przedstawiające atak dwóch Su-27 Ukrainy na słynną Wyspę Węży na Morzu Czarnym.

## Opis konstrukcji

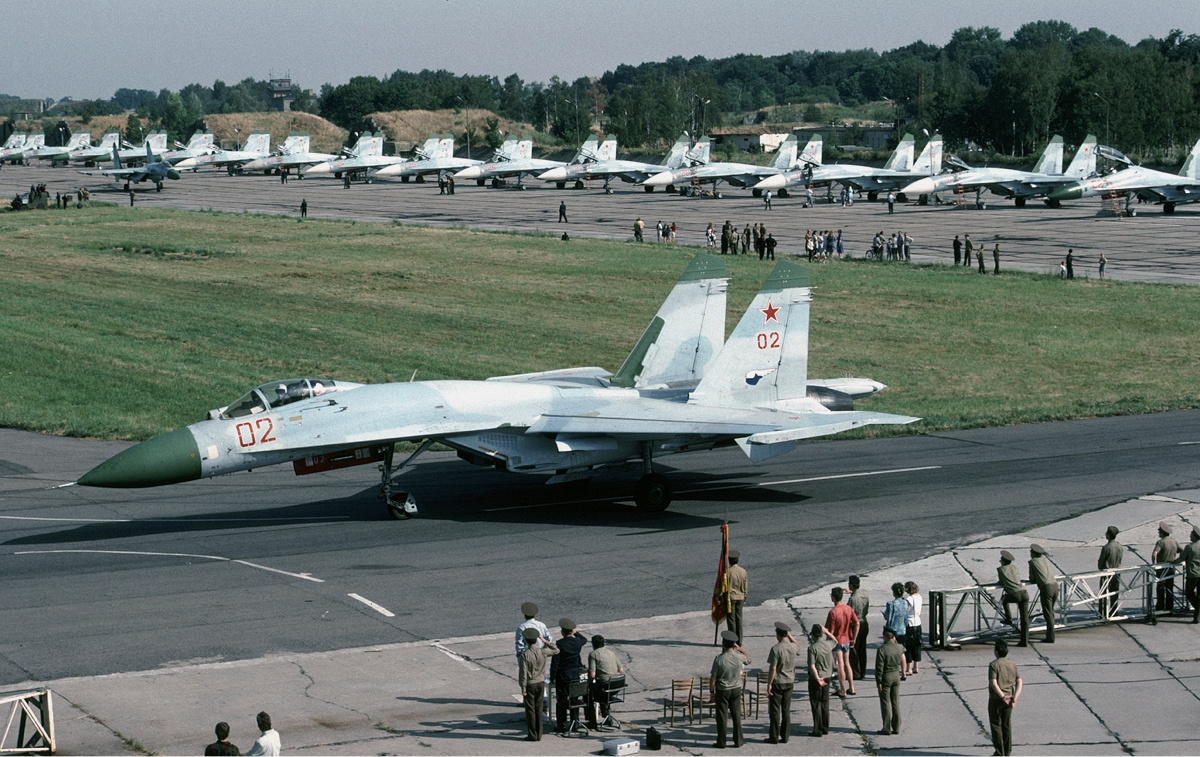

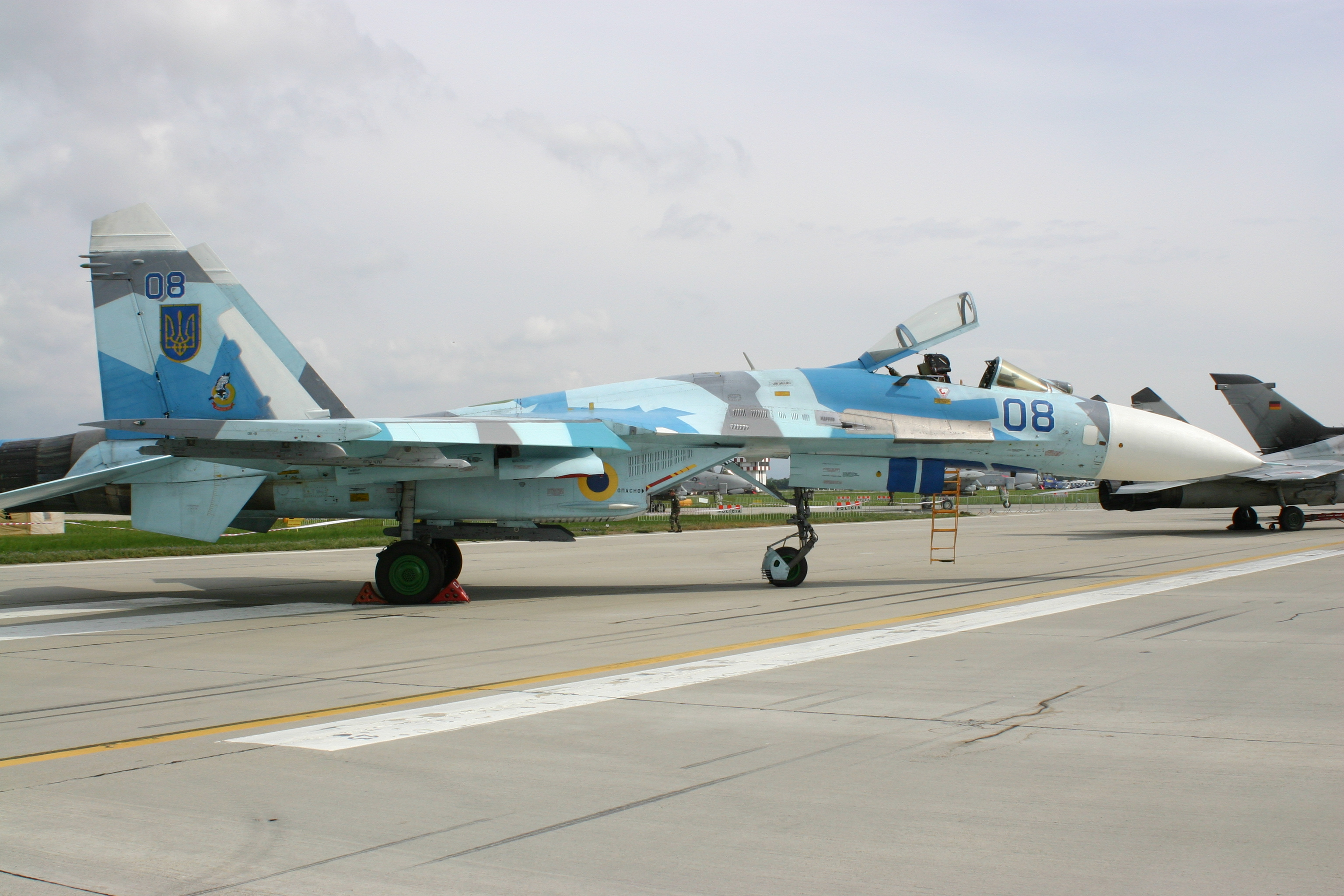

Samolot Su-27 jest jednomiejscowym samolotem myśliwskim przechwytującym, przeznaczonym do przechwytywania celów powietrznych, zwłaszcza nisko latających, w każdych warunkach atmosferycznych. Samolot jest zbudowany w układzie dwusilnikowego, wolnonośnego średniopłata. Konstrukcja metalowa, głównie stopy aluminium z wykorzystaniem stopów tytanu.
Kadłub samolotu, o wygiętej osi i zmiennym przekroju, ma konstrukcję półskorupową. Struktura kadłuba wykonana jest w zasadzie ze stopów aluminium, a w tylnej części gondoli silnikowych zastosowano stopy tytanu. Kadłub w części dziobowej stanowi kompozytowa owiewka, za którą znajduje się antena radaru wraz z układem mechanizmu przeszukiwania oraz modułami elektroniki radaru. Część ta odchyla się do góry. Przednia część kadłuba o przekroju owalnym jest pochylona do dołu dla zapewnienia dobrej widoczności z kabiny.
Skrzydła samolotu są trójdźwigarowe, z pomocniczymi dźwigarami przednim i tylnym. Całkowicie metalowe skrzydła, są wykonane ze stopów aluminium, mają obrys pasmowy, z dodatnim skosem krawędzi natarcia skrzydła podstawowego. Strukturę skrzydła uzupełniają żebra prostopadłe do płaszczyzny dźwigarów. Mniej więcej w połowie rozpiętości skrzydła oraz w jego końcówce znajdują się dodatkowe żebra równoległe do osi podłużnej samolotu, wzmacniające skrzydła w punktach mocowania podwieszeń. Wewnątrz skrzydeł przestrzeń pomiędzy dźwigarami wypełniają integralne zbiorniki paliwa z charakterystycznymi podłużnymi wziernikami służącymi do kontroli i wymiany wypełniającej je pianki. Na końcach skrzydeł znajdują się stałe wyrzutnie pocisków rakietowych, będące jednocześnie wysięgnikami wyważającymi.
Usterzenie o konstrukcji metalowej jest zamontowane na podłużnych belkach, które przylegają z boku do silników. Oba usterzenia mają obrysy trapezowe o dużych dodatnich skosach. Powierzchnie sterowe są poruszane siłownikami hydraulicznymi. Usterzenie pionowe, o dużych statecznikach i niewielkich powierzchniach sterowych jest zdwojone. Stateczniki pionowe dwudźwigarowe o dźwigarach mocowanych do wręg zaskrzydłowych. U nasady obu stateczników pionowych znajdują się chwyty powietrza dla układu chłodzenia wyposażenia pokładowego. Usterzenie poziome płytowe, o działaniu różnicowym zastępującym równocześnie lotki.
Napęd stanowią dwa silniki turbinowe dwuprzepływowe Lulka AL-31F zaprojektowane w przedsiębiorstwie badawczo-produkcyjnym Saturn. Do silników stosowana jest nafta lotnicza typu T-1, TS-1 i RT.
Podwozie trójpodporowe z kołem przednim, chowane w locie. Wszystkie golenie mają amortyzatory olejowo-powietrzne. Podwozie przystosowane jest do korzystania z lotnisk z nawierzchnią utwardzoną. Koła główne po złożeniu mieszczą się płasko, w przykadłubowych częściach skrzydeł, uzupełnionych od dołu owiewkami. Podwozie przednie jest chowane do przodu, do wnęki pod kabiną pilota.
Kabina pilota – ciśnieniowa, klimatyzowana. Oszklenie kabiny jest wysunięte poza obrys kadłuba, składa się z cylindrycznego niedzielonego wiatrochronu i otwieranej do góry do tyłu kroplowej osłony. Osłona kabiny jest otwierana siłownikiem pneumatycznym. Kabina wyposażona jest w fotel wyrzucany K-36DM, można go używać aż do prędkości wskazywanej 1400 km/h i do wysokości 25000 m. Kabina wyposażona jest w zestaw przyrządów pilotażowo-nawigacyjnych.
Samolot wyposażony jest w systemy kierowania uzbrojeniem w postaci radaru RŁPK-27 z anteną o średnicy ok. 1,0 m, jest zdolny do wykrywania i śledzenia celów na tle ziemi. System może śledzić jednocześnie 10 celów, lecz umożliwia wskazywanie celu tylko jednej rakiecie. Posiada również bierny układ poszukiwania i śledzenia w podczerwieni sprzężony z dalmierzem laserowym OEŁS, który zapewnia zasięg wykrywania i zwalczania celów powietrznych do 70 km, w sytuacji gdy jest niewskazane lub niemożliwe użycie radaru.
Uzbrojenie samolotu Su-27 stanowi:
- Działko GSz-30-1 kal. 30 mm umieszczone w napływie prawego skrzydła z zapasem 150 pocisków.
- Pozostałe uzbrojenie jest podwieszane na dziesięciu węzłach przystosowanych do kierowanych pocisków rakietowych powietrze-powietrze, pocisków niekierowanych i bomb o różnym wagomiarze. Maksymalna masa podwieszonego uzbrojenia wynosi 8000 kg
  - Podstawowy zestaw uzbrojenia składa się z:
    - 6 kierowanych pocisków rakietowych R-27
    - 2 kierowanych pocisków rakietowych R-27T
    - 2 kierowanych pocisków rakietowych R-27RE-1

  - Pozostałe rodzaje podwieszanego uzbrojenia
    - kierowane pociski rakietowe R-73E
    - kierowane pociski rakietowe R-77
    - kierowane pociski rakietowe R-27TE

  - Bomby w podstawowym zestawie
    - 8 × 500 kg
    - 16 × 250 kg
    - 6 x KMGU (zasobniki bomb małego kalibru).

## Wypadki
Do najtragiczniejszego zdarzenia doszło 28 lipca 2002 roku we Lwowie. Podczas pokazu Su-27 w czasie wykonywania akrobacji spadł na płytę lotniska i eksplodował. Zginęło wówczas 77 osób, a 543 zostało rannych. Pilotom udało się katapultować.

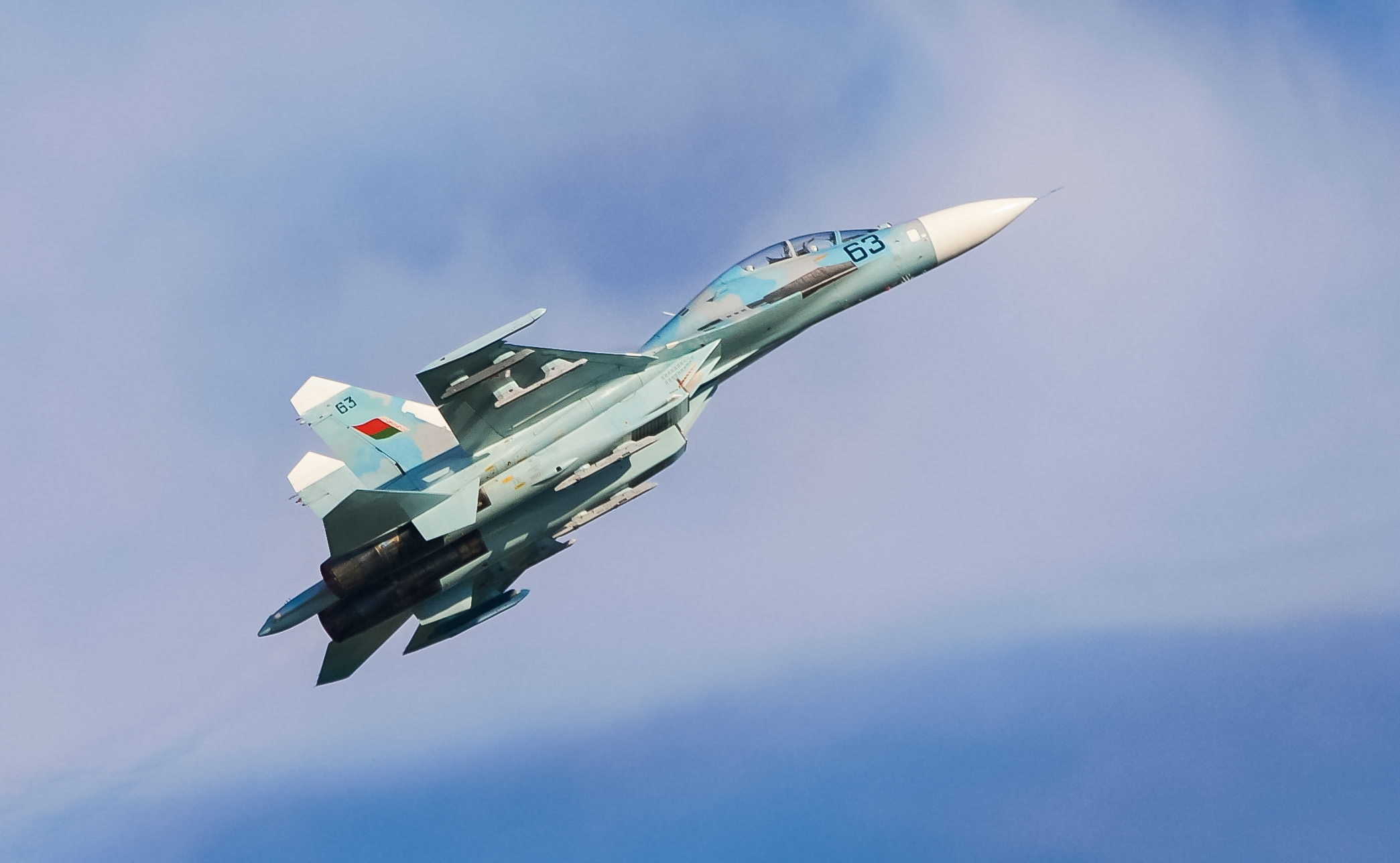
Samolot Su-27UB, na którym zginęli białoruscy piloci

16 sierpnia 2009 roku podczas ćwiczeń zespołów Russkije Witiazi (Rosyjscy Rycerze) i Striży, przed rozpoczynającym się Międzynarodowym Salonem Lotniczym i Kosmicznym MAKS-2009 w Moskwie, zderzyły się dwa Su-27 z zespołu Russkije Witiazi. 
Samolot Su-27UB, pilotowany przez płk. Igora Tkaczenkę i nawigatora Igora Kurylenkę, zderzył się w powietrzu z Su-27 pilotowanym przez Witalija Melnika. Obie maszyny runęły na ziemię w pobliżu miasta Żukowskij pod Moskwą. Piloci zdołali się katapultować, ale pułkownik Igor Tkaczenko (dowódca zespołu Russkije Witiazi) zmarł w wyniku odniesionych obrażeń. Ponadto w wyniku katastrofy zginęła mieszkanka wsi Sosny-2 oraz cztery osoby zostały ranne.
30 sierpnia 2009 roku o godzinie 13:17 samolot białoruskich sił powietrznych Su-27UBM (M – модифицированный, zmodyfikowany) rozbił się na pokazach Air Show w Radomiu. Obaj piloci, płk Alaksandr Żuraulewicz i płk Alaksandr Marficki, zginęli.
W dniu 21 grudnia 2016 roku Su-27 wojsk lotniczych Kazachstanu wykonujący rutynowy lot treningowy uległ awarii technicznej i rozbił się. Jego pilot mjr Adilbek Isakow zdołał się katapultować.